# Cantiano
Cantiano este o comună din provincia Pesaro e Urbino, regiunea Marche, Italia, cu o populație de 1.999 locuitori (1 ianuarie 2023) și o suprafață de 83,25 km².

## Demografie
Cantiano - evoluția demografică

|  | Graficele sunt indisponibile din cauza unor probleme tehnice. Mai multe informații se găsesc la Phabricator și la wiki-ul MediaWiki. |

Date: Recensăminte sau birourile de statistică - grafică realizată de Wikipedia